# قندل توملنسوني
قندل توملنسوني (الاسم العلمي:Rhizophora x tomlinsonii) هي نوع هجين غير مؤكد من النباتات يتبع جنس القندل من فصيلة حاملات الجذور.